# W33SA
W33SA（ダブリュー さんさん エスエイ）は、三洋電機（大阪、後の京セラ SANYOブランド）が開発し、KDDIおよび沖縄セルラー電話のauブランドで販売されたCDMA 1X WIN（後のau 3G）の携帯電話である。日本初のワンセグ対応端末として発売された。
2006年夏モデルとして、新たなカラーバリエーションとPCサイトビューアーや3D絵文字などが追加されたマイナーチェンジ版の「W33SA II」（ダブリュー さんさん エスエイ ツー）も発売された。それと引き換えに旧機種のW33SAは生産打ち切りとなった。

## 特徴

### デザイン
外見は凹凸のない平面のなかにランプを兼ねた「WIN」のロゴがあり、側面から見ると台形のような形をしている至ってシンプルなデザインをしつつ、多機能なマルチメディア端末。開発者によれば、デザインコンセプトは「優しい衝撃」で、シンプルながらもインパクトかつ高級感を醸し出すデザインを追求したという。

### テレビ機能
日本で初めて移動体向けの地上デジタル放送「ワンセグ」に対応している。そのため、SH-Mobile3Aを一部カスタマイズしたプロセッサを搭載している。また、メーカーが「ダブル-テレビケータイ」と宣伝しているとおり、併せて従来のアナログテレビ放送も受信でき、au端末においてワンセグとアナログの両方に対応している最初で最後の端末となった。

### オーディオ環境
本端末は本体内蔵のスピーカーで聞く際の音質にもこだわっていて、フロント部分に装備されたステレオツインスピーカーとSpatializerの3Dステレオ技術により、豊かな音の広がりが楽しめるようになっている。
着信メロディ (SMF) 音源は、ヤマハのAudioEngineチップ（MA-7i）が搭載されたことにより、最大同時発音数128和音の再生が可能。3Dサラウンド再生機能を備え、表現力の高い演奏を実現している。
内蔵のミュージックプレーヤーとビデオプレーヤーはイコライザー機能を備えており、7種類のプリセットから好みの音質を選ぶことが出来る。

### 基本機能
PTT「Hello Messenger」やSD-Audio(AAC)、FMラジオ、GPSなど基本機能も充実している。
ユーザーから候補数不足などと指摘されていた日本語入力システムのAdvanced Wnn V2は、W33SAⅡでAdvanced Wnn αに変更しており、変換辞書が従来のAdvanced Wnnの約8倍の容量に拡張されたという。

### その他
この機種に取り付けられているワンセグ・アナログ・FM共用ホイップアンテナは、ワンセグ対応機種では唯一可倒式ではない。そのため、他のワンセグ対応機種（P901iTVやW43SAなど）のアンテナに交換しているユーザーも一部いる。

## 沿革
W33SA
- 2005年（平成17年）9月13日 W33SA、JATE認定、通過。
- 2005年9月27日 KDDIよりW33SAの開発を発表。この時点では、アナログテレビ受信とEZ FeliCaに対応するかを検討中であった[5]。
- 2005年10月4日 W33SAの試作機を、CEATEC JAPAN 2005のKDDIブースとJEITA・NHKブースで展示。
- 2005年10月24日 KDDI、および三洋電機（大阪）より公式発表。
- 2005年12月16日 順次発売開始。
- 2006年（平成18年）6月  販売終了。
- 2012年（平成24年）7月22日  L800MHz帯（旧800MHz帯・CDMA Band-Class 3）によるサービス停波。以降は利用不可となる。

W33SA II
- 2006年4月3日 W33SA II、JATE認定、通過。
- 2006年5月22日 KDDI、および三洋電機（大阪）より公式発表。
- 2006年6月17日 W33SA IIが順次、発売開始。
- 2006年10月　販売終了。
- 2012年7月22日  L800MHz帯（旧800MHz帯・CDMA Band-Class 3）によるサービス停波。以降は利用不可となる。

## 対応サービス・機能
- EZアプリ (BREW)
- EZ「着うたフル」
- EZ「着うた」 （ハイクオリティステレオ対応）
- EZ・FM
- EZナビウォーク
- EZ助手席ナビ
- EZチャンネル
- EZテレビ（ワンセグ・アナログ）
- Hello Messenger
- 安心ナビ
- ペア機能
- SD-Audio(AAC)
- SD-Video
- 赤外線通信
- Eメールバックグラウンド受信
- with Disney!（Cyber Mickey）

### W33SA IIのみ対応のサービス・機能
- 3D絵文字
- PCサイトビューアー
- うごモジメール
- パシャ文字カード/パシャ文字メモ

## その他の仕様
- データフォルダ
  - データフォルダ専用領域 約20MB
  - EZアプリ (BREW)専用領域 約1.5MB
  - 共用領域 約28.5MB
  - 最大保存可能数 1024件 （EZアプリ (BREW)除く）
- 外部メモリ miniSD
  - 著作権保護（セキュア）対応
  - マスストレージクラス対応（著作権保護機能付）
- SAR値 0.465W/kg

## ワンセグ機能
- 連続視聴可能時間
  - イヤホン出力時：約2時間45分
  - スピーカー出力時：約2時間30分
- 静止画キャプチャ
- 最大約15分の録画(本体メモリのみ。miniSDへの録画は不可)
- EPG（EZテレビのサーバから取得）
- 字幕放送
- データ放送
- 画面表示切り替え
  - 16:9縮小表示+テレビ操作/データ放送
  - データ放送全画面表示
  - 16:9ドットバイドット表示（横表示）+テレビ操作
  - 全画面表示（横表示、サイドカット、スムージング）
- 自動チャンネル設定（現在地による自動設定、マニュアル設定、放送波スキャン）